# 新窑镇 (平凉市)
新窑镇，是中华人民共和国甘肃省平凉市崇信县下辖的一个乡镇级行政单位。

## 行政区划
新窑镇下辖以下地区：
后庄村、新窑村、柏家沟村、祁家寨子村、大兴村、戚家川村、青泥沟村、西刘村、宰相村、杨安村、赤城村、周寨村、黄庄村、新柏社区、新窑社区和赤城社区。